# Crown Jewel (2024)
O Crown Jewel (2024) foi um evento de luta livre profissional produzido pela WWE. Esta foi a sexta edição do Crown Jewel, sendo realizada para lutadores das marcas Raw e SmackDown, com uma luta envolvendo lutadoras do território de desenvolvimento da WWE, NXT. O evento aconteceu no sábado, em 2 de novembro de 2024, na Mohammed Abdu Arena em Riade, Arábia Saudita. Foi o 12º evento que a WWE realizou na Arábia Saudita sob uma parceria de 10 anos em apoio à Saudi Vision 2030.
Sete lutas foram disputadas no evento. O show foi baseado na coroação dos campeões inaugurais do Crown Jewel, tanto masculinos quanto femininos, disputados entre os respectivos campeões mundiais masculinos e femininos do Raw e SmackDown para determinar o "melhor dos melhores". No evento principal, o campeão indiscutível da WWE, Cody Rhodes, do SmackDown, derrotou o campeão mundial dos pesos-pesados do Raw, Gunther, para ganhar o inaugural Campeonato do Crown Jewel da WWE, enquanto, mais cedo no show, a campeã mundial feminina do Raw, Liv Morgan, derrotou a campeã feminina da WWE do SmackDown, Nia Jax, para conquistar o inaugural Campeonato Feminino do Crown Jewel da WWE. Em outras lutas de destaque, LA Knight derrotou Andrade e Carmelo Hayes para manter o Campeonato dos Estados Unidos da WWE do SmackDown e, na luta de abertura, The Bloodline (Solo Sikoa, Jacob Fatu e Tama Tonga) derrotou Roman Reigns e The Usos (Jey Uso e Jimmy Uso) em uma luta de trios.

## Produção
No início de 2018, a promoção americana de wrestling profissional WWE iniciou uma parceria estratégica multiplataforma de 10 anos com o Ministério do Esporte (anteriormente Autoridade Geral do Esporte) em apoio à Saudi Vision 2030, ao programa de reforma social e económica da Arábia Saudita. Crown Jewel foi então estabelecido mais tarde naquele mesmo ano como um dos eventos recorrentes nesta parceria a ser realizada em Riade, a capital da Arábia Saudita, no final de outubro – início de novembro. Anunciado oficialmente em 25 de maio de 2024 durante o King and Queen of the Ring, o sexto Crown Jewel, e 12º evento geral da parceria com a Arábia Saudita, ficou programado para ser realizado no sábado, em 2 de novembro de 2024, na Mohammed Abdu Arena. O evento foi ao ar em pay-per-view em todo o mundo e esteve disponível para transmissão ao vivo no Peacock nos Estados Unidos e na WWE Network na maioria dos mercados internacionais, e contou com lutadores das marcas Raw e SmackDown, com uma luta envolvendo lutadoras do território de desenvolvimento da WWE, NXT. Este foi o último Crown Jewel a ser transmitido ao vivo na WWE Network, que encerrará suas operações em seus mercados disponíveis quando a Netflix adquirir os direitos em janeiro de 2025. A música tema oficial do evento foi "Arabi" de Future, Mohamed Ramadan e Massari.

### Histórias
| Função:                 | Nome:               |
| ----------------------- | ------------------- |
| Comentaristas em inglês | Michael Cole        |
| Comentaristas em inglês | Corey Graves        |
| Comentaristas em árabe  | Faisal Al-Mughaisib |
| Comentaristas em árabe  | Jude Al-Dajani      |
| Anunciador de ringue    | Mike Rome           |
| Árbitros                | Daphanie LaShaunn   |
| Árbitros                | Ryan Tran           |
| Entrevistadores         | Cathy Kelley        |
| Painel do pré-show      | Jackie Redmond      |
| Painel do pré-show      | Big E               |
| Painel do pré-show      | Sheamus             |

O card incluiu lutas resultantes de histórias roteirizadas. Os resultados foram predeterminados pelos escritores da WWE nas marcas Raw e SmackDown, enquanto as histórias foram produzidas nos programas semanais de televisão da WWE, Monday Night Raw e Friday Night SmackDown.
No Bad Blood, o diretor de conteúdo da WWE Paul "Triple H" Levesque anunciou que no Crown Jewel, os atuais campeões mundiais masculino e feminino do Raw e SmackDown se enfrentariam, no entanto, seus respectivos títulos não estariam em jogo e, em vez disso, os respectivos vencedores seriam coroados como Campeão do Campeonato Crown Jewel da WWE e Campeã do Campeonato Feminino do Crown Jewel da WWE. Ele também anunciou que esta seria uma luta anual para o Crown Jewel. Durante o próprio Bad Blood, Liv Morgan e Nia Jax mantiveram seus respectivos títulos - o Campeonato Mundial Feminino do Raw e Campeonato Feminino da WWE do SmackDown - estabelecendo assim a luta feminina pelo Campeonato Feminino do Crown Jewel. O oponente do campeão indiscutível da WWE Cody Rhodes, do SmackDown, foi determinado em uma luta pelo Campeonato Mundial de Pesos Pesados no episódio de 7 de outubro do Raw entre o campeão Gunther e Sami Zayn, que Gunther venceu.
No episódio de 5 de agosto do Raw, "Big" Bronson Reed atacou brutalmente Seth "Freakin" Rollins com seis Tsunamis. Rollins sofreu hematomas internos e costelas fraturadas (kayfabe) e foi considerado fora de ação por um período indeterminado. Ele fez um retorno surpresa no episódio de 30 de setembro do Raw, custando a Reed uma luta Last Monster Standing contra Braun Strowman. Após várias altercações entre Rollins e Reed, uma luta entre os dois foi agendada para o Crown Jewel.
Após o término do Bad Blood, fãs gravaram imagens de Kevin Owens atacando Cody Rhodes enquanto ele entrava em seu ônibus, presumivelmente por ter feito uma parceria com Roman Reigns no Bad Blood, ambos os quais tiveram uma longa rivalidade acirrada com Reigns e sua original facção Bloodline nos últimos anos, tornando Owens vilão pela primeira vez desde 2022. Randy Orton, um amigo em comum de Owens e Rhodes, tentou manter a paz, mas Owens atacou Orton no estacionamento durante o episódio de 11 de outubro do SmackDown, acreditando que Orton escolheu Rhodes em vez dele. Orton solicitou uma luta com Owens, mas foi negado pelo gerente geral do SmackDown, Nick Aldis, que disse que a decisão de não permitir a luta veio de superiores. Orton, então, confrontou o CCO da WWE, Triple H, durante o episódio de 25 de outubro, que, por sua vez, marcou uma luta entre Orton e Owens no Crown Jewel.
Desde julho, Andrade e Carmelo Hayes vinham se enfrentando, com ambos os homens garantindo três vitórias cada um em uma série melhor de sete. Durante esse tempo, LA Knight defendeu com sucesso o Campeonato dos Estados Unidos contra Andrade e Hayes nos episódios de 20 de setembro e 11 de outubro do SmackDown, respectivamente. Um sétimo combate (denominado jogo sete) entre Andrade e Hayes foi agendado para o episódio de 25 de outubro, onde o vencedor também garantiria uma futura luta pelo título contra Knight, que seria o árbitro especial da luta. No entanto, a partida terminou sem resultado, após Knight atacar ambos os homens. Como resultado de suas ações, o gerente geral do SmackDown, Nick Aldis, agendou Knight para defender o título contra Andrade e Hayes em uma luta triple threat no Crown Jewel.
Após semanas em que equipes femininas de duplas interferiram nas lutas umas das outras no Raw, SmackDown e NXT para tentar garantir uma oportunidade pelo Campeonato de Duplas Femininas da WWE, que é defendido nas três marcas, os gerentes gerais do Raw, SmackDown e NXT—Adam Pearce, Nick Aldis e Ava, respectivamente—se encontraram durante o episódio de 25 de outubro do SmackDown e concordaram que Bianca Belair e Jade Cargill defenderiam o título no Crown Jewel em uma luta fatal four-way contra Damage CTRL (Iyo Sky e Kairi Sane) do Raw, Chelsea Green e Piper Niven do SmackDown, e The Meta-Four (Lash Legend e Jakara Jackson) do NXT.
Após perder o Campeonato Indiscutível Universal da WWE para Cody Rhodes na WrestleMania XL em abril, Roman Reigns tirou uma licença indefinida enquanto Solo Sikoa assumiu o controle do Bloodline, se autodenominando o Tribal Chief e expulsando Jimmy Uso e Paul Heyman do grupo, adicionando The Tongans (Tama Tonga e Tonga Loa) e Jacob Fatu. No SummerSlam em agosto, Sikoa desafiou Rhodes pelo título, durante o qual o Bloodline tentou interferir, levando Reigns a retornar e custar a Sikoa a luta. Reigns e Rhodes então concordaram relutantemente em se unir para enfrentar Sikoa e Fatu no Bad Blood, que contou com o retorno de Jimmy, que ajudou Reigns e Rhodes a vencer. No SmackDown seguinte, Jimmy disse a Reigns que eles precisavam de ajuda contra o Bloodline de Sikoa, insinuando trazer de volta o irmão de Jimmy, Jey Uso, que havia deixado o grupo por conta própria um ano atrás e foi transferido para o Raw, mas Reigns se opôs à ideia. Jimmy então apareceu no Raw para tentar se reconciliar, mas Jey recusou. Sikoa e seu Bloodline queriam recrutar Jey, mas fizeram com que ele perdesse seu Campeonato Intercontinental no episódio de 21 de outubro do Raw, e Jey, por sua vez, causou a perda do Campeonato de Duplas da WWE pelos Tongans para os Motor City Machine Guns no episódio de 25 de outubro do SmackDown. Mais tarde, Jimmy e Jey se abraçaram, reunindo os Usos, enquanto Reigns apenas observava. No episódio de 28 de outubro do Raw, Jey concordou em aparecer no SmackDown daquela semana para se reconciliar com Reigns, e depois foi anunciado que Reigns e os Usos enfrentariam o Bloodline (Sikoa, Fatu e Tama) em uma luta de trios no Crown Jewel.

## Resultados
| Nº                                          | Resultados | Estipulações                                                             | Tempo |
| ------------------------------------------- | --- | ------------------------------------------------------------------------ | ----- |
| 1                                           | The Bloodline (Solo Sikoa, Jacob Fatu e Tama Tonga) (com Tonga Loa) derrotou Roman Reigns e The Usos (Jey Uso e Jimmy Uso)                             | Luta de trios                                                            | 16:35 |
| 2                                           | Jade Cargill e Bianca Belair (c) derrotaram Damage CTRL (Kairi Sane e Iyo Sky), Meta-Four (Lash Legend e Jakara Jackson) e Chelsea Green e Piper Niven | Luta fatal four-way de duplas pelo Campeonato de Duplas Femininas da WWE | 12:00 |
| 3                                           | Seth "Freakin" Rollins derrotou Bronson Reed | Luta individual                                                          | 12:20 |
| 4                                           | Liv Morgan (campeã mundial feminina do Raw) derrotou Nia Jax (campeã feminina da WWE do SmackDown)                                                     | Luta individual pelo inaugural Campeonato Feminino do Crown Jewel da WWE | 8:15  |
| 5                                           | Kevin Owens vs. Randy Orton não começou oficialmente                                                                                                   | Luta individual                                                          | —     |
| 6                                           | LA Knight (c) derrotou Andrade e Carmelo Hayes | Luta triple threat pelo Campeonato dos Estados Unidos da WWE             | 9:10  |
| 7                                           | Cody Rhodes (campeão indiscutível da WWE do SmackDown) derrotou Gunther (campeão mundial dos pesos-pesados do Raw)                                     | Luta individual pelo inaugural Campeonato do Crown Jewel da WWE          | 23:00 |
| (c) – Refere-se aos campeões antes da luta. | |                                                                          |       |